# Portulacaria
Portulacaria Jacq., 1787 è un genere di piante della famiglia Didiereaceae.

## Tassonomia
Il genere veniva tradizionalmente assegnato alla famiglia delle Portulacacee, ma la moderna classificazione filogenetica ne ha sancito l'inquadramento tra le Didiereaceae.
Il genere comprende le seguenti specie:
- Portulacaria afra Jacq.
- Portulacaria armiana van Jaarsv.
- Portulacaria carrissoana (Exell & Mendonça) Bruyns & Klak
- Portulacaria fruticulosa (H.Pearson & Stephens) Bruyns & Klak
- Portulacaria longipedunculata (Merxm. & Podlech) Bruyns & Klak
- Portulacaria namaquensis Sond.
- Portulacaria pygmaea Pillans